# Manfred Weippert
Manfred Hermann Emil Weippert (* 6. Juli 1937 in Königsberg in Bayern) ist ein deutscher evangelischer Theologe.

## Leben
Nach der Promotion 1971 und der Habilitation 1971 mit einer kombinierten Dissertation/Habilitationsschrift (Edom. Studien und Materialien zur Geschichte der Edomiter auf Grund schriftlicher und archäologischer Quellen) an der Eberhard Karls Universität Tübingen lehrte er dort ab 1971 als Privatdozent. 1976 wurde er ordentlicher Professor an der Universität Utrecht. Von 1983 bis 1999 lehrte er als  Professor für Altes Testament  an der Ruprecht-Karls-Universität Heidelberg.
Weippert war bis zu deren Tod im Jahr 2019 mit der emeritierten Alttestamentlerin Helga Weippert verheiratet.

## Schriften (Auswahl)
- Die Landnahme der israelitischen Stämme in der neueren wissenschaftlichen Diskussion (= Forschungen zur Religion und Literatur des Alten und Neuen Testaments. Band 92). Vandenhoeck & Ruprecht, Göttingen 1967, OCLC 966294274 (zugleich Magisterarbeit, Göttingen 1965).
  - The settlement of the Israelite tribes in Palestine. A critical survey of recent scholarly debate (= Studies in biblical theology. 2. Ser. Band 21). London 1971, ISBN 0-334-01567-7 (zugleich Magisterarbeit, Göttingen 1965).
- mit Helga Weippert und Klaus Seybold: Beiträge zur prophetischen Bildsprache in Israel und Assyrien (= Orbis biblicus et orientalis. Band 64). Vandenhoeck und Ruprecht, Göttingen 1985, ISBN 3-7278-0329-0.
- Jahwe und die anderen Götter. Studien zur Religionsgeschichte des antiken Israel in ihrem syrisch-palästinischen Kontext (= Forschungen zum Alten Testament. Band 18). Mohr Siebeck, Tübingen 1985, ISBN 3-16-146592-X.
- Historisches Textbuch zum Alten Testament. Vandenhoeck & Ruprecht, Göttingen 2010, ISBN 978-3525516935.
- Götterwort in Menschenmund. Studien zur Prophetie in Assyrien, Israel und Juda (= Forschungen zur Religion und Literatur des Alten und Neuen Testaments. Band 252). Vandenhoeck und Ruprecht, Göttingen 2014, ISBN 3-525-53613-5.